# Боке (Пјаченца)
Боке (итал. Bocchè) је насеље у Италији у округу Пјаченца, региону Емилија-Ромања.
Према процени из 2011. у насељу је живело 7 становника. Насеље се налази на надморској висини од 616 м.